# Panketal
Panketal ist eine Gemeinde im Süden des Landkreises Barnim in Brandenburg direkt an der nördlichen Stadtgrenze Berlins.

## Geographie
Die Gemeinde Panketal liegt auf der eiszeitlich gebildeten Barnimhochfläche und wird dem Niederbarnim zugerechnet. Die höchste Erhebung des Gemeindegebiets wird auf dem Gehrenberg mit 93 m ü. NHN erreicht. Die namensgebende Panke, ein Nebenfluss der Spree, durchquert die Gemeinde von Bernau kommend und prägt sie ebenso wie der Bach Dranse. Die Bebauung der Ortsteile Schwanebeck und Zepernick geht fließend in die des Berliner Ortsteils Buch über.

## Gemeindegliederung
Die heutige Gemeinde Panketal besteht aus den zwei Gemarkungen Schwanebeck und Zepernick. Die Gemarkung Schwanebeck besteht hauptsächlich aus der historischen Feldmark von Schwanebeck (Flur 001 bis 006). Hinzu kommt ein Teil der Lindenberger Feldmark (Flur 007).
- Ortsteil Schwanebeck mit den Wohnplätzen[3]
  - Friedrichshof
  - Kolonie Alpenberge
  - Kolonie Gehrenberge
  - Neu-Buch (Lindenberger Feldmark)
  - Neu Schwanebeck
  - Schwanebeck-West

Die Gemarkung Zepernick besteht zum einen aus der Zepernicker Feldmark (Flur 001 bis 016). Der westlichste Teil der Zepernicker Feldmark gehört heute jedoch zum Berliner Ortsteil Buch. Zur heutigen Gemarkung kommt noch ein Teil der historischen Schönower Feldmark (Flur 017).
- Ortsteil Zepernick mit den Wohnplätzen
  - Hobrechtsfelde
  - Röntgental

## Geschichte
Schwanebeck und Zepernick gehörten seit dem Spätmittelalter zum Kreis Niederbarnim in der preußischen Provinz Brandenburg und ab 1952 zum Kreis Bernau im DDR-Bezirk Frankfurt (Oder). Seit 1993 liegen die Orte im brandenburgischen Landkreis Barnim.
Die Gemeinde Panketal entstand am 26. Oktober 2003 aus dem Zusammenschluss der bis dahin selbstständigen Gemeinden Schwanebeck und Zepernick. Die amtsfreie Gemeinde ist Rechtsnachfolger des Amtes Panketal, das am 2. September 1992 gegründet und im Zuge der Brandenburger Gemeindegebietsreform am 26. Oktober 2003 wieder aufgelöst wurde. Es bestand aus den Gemeinden Schönow, Ladeburg, Börnicke, Rüdnitz, Lobetal, Zepernick und Schwanebeck.

## Bevölkerungsentwicklung
| Jahr | Schwanebeck | Zepernick |      | Jahr   | Panketal |
| ---- | ----------- | --------- | ---- | ------ | -------- |
| 1875 | 0 353       | 00 384    | 2003 | 17.625 |          |
| 1910 | 0 381       | 01.530    | 2005 | 18.623 |          |
| 1925 | 0 650       | 03.515    | 2010 | 19.132 |          |
| 1939 | 2.611       | 08.927    | 2015 | 20.131 |          |
| 1946 | 2.776       | 09.769    | 2020 | 20.661 |          |
| 1950 | 2.784       | 09.639    | 2021 | 20.658 |          |
| 1971 | 2.723       | 09.109    | 2022 | 21.108 |          |
| 1990 | 2.618       | 07.653    | 2023 | 21.192 |          |
| 1995 | 2.886       | 08.180    | 2024 | 21.153 |          |
| 2000 | 4.522       | 11.542    |      |        |          |
| 2002 | 5.096       | 12.123    |      |        |          |

Gebietsstand des jeweiligen Jahres, Einwohnerzahl: Stand 31. Dezember (ab 1991), ab 2011 auf Basis des Zensus 2011, ab 2022 auf Basis des Zensus 2022

## Politik

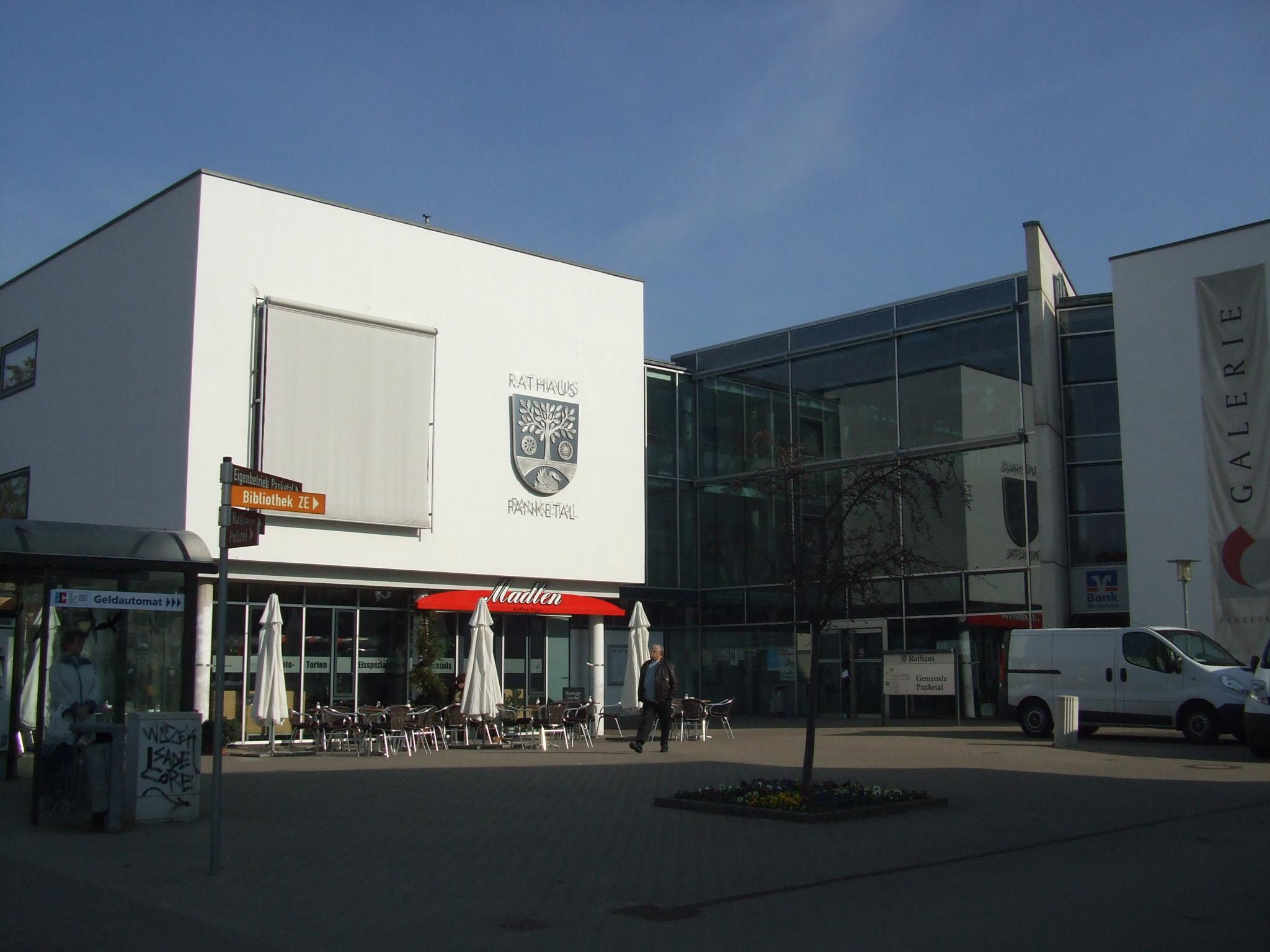
Rathaus Panketal am S-Bahnhof Zepernick

### Gemeindevertretung
Die Gemeindevertretung von Panketal besteht aus 28 Gemeindevertretern und dem hauptamtlichen Bürgermeister. Die Kommunalwahl am 9. Juni 2024 führte bei einer Wahlbeteiligung von 66,5 % zu folgendem Ergebnis:
| Partei / Wählergruppe       | Stimmenanteil 2019 | Sitze 2019 |        | Stimmenanteil 2024 | Sitze 2024 |
| --------------------------- | ------------------ | ---------- | ------ | ------------------ | ---------- |
| AfD                         | 14,2 %             | 4          | 20,6 % | 6                  |            |
| CDU                         | 15,7 %             | 4          | 19,1 % | 5                  |            |
| BVB / Freie Wähler Panketal | 09,1 %             | 3          | 16,7 % | 5                  |            |
| SPD                         | 17,7 %             | 5          | 12,7 % | 3                  |            |
| Die Linke                   | 15,8 %             | 4          | 10,8 % | 3                  |            |
| Bündnis 90/Die Grünen       | 11,5 %             | 3          | 09,9 % | 3                  |            |
| 100 % Panketal              | –                  | –          | 05,1 % | 1                  |            |
| Die PARTEI                  | 01,8 %             | –          | 02,7 % | 1                  |            |
| FDP                         | 02,6 %             | 1          | 02,3 % | 1                  |            |
| Gemeinsam in Panketal       | 05,4 %             | 2          | –      | –                  |            |
| Bündnis Panketal            | 04,0 %             | 1          | –      | –                  |            |
| Unabhängige Grüne           | 02,2 %             | 1          | –      | –                  |            |
| Insgesamt                   | 100 %              | 28         | 100 %  | 28                 |            |

### Bürgermeister
- 2003–2018: Rainer Fornell (SPD)[11]
- seit 2018: Maximilian Wonke (SPD)

Ab 2003 übte Rainer Fornell das Amt des Bürgermeisters der Gemeinde Panketal aus. In der Wahl am 11. September 2011 wurde er mit 64,8 % der gültigen Stimmen im Amt bestätigt. Am 15. Januar 2018 ist Rainer Fornell verstorben. In der Bürgermeisterstichwahl am 24. Juni 2018 wurde Maximilian Wonke mit 58,3 % der gültigen Stimmen zu seinem Nachfolger gewählt. Seine Amtszeit beträgt acht Jahre.

### Wappen
| Wappen von Panketal | Blasonierung: „In Grün eine durchgehende goldene Steinbrücke unter deren Bogen ein linksgewendeter, schwarz-bewehrter silberner Schwan auf goldenen Wellen schwimmt; drauf eine silberne Eiche mit goldenen Eicheln, rechts vom Stamm begleitet von einem goldenen Wagen- und links von einem goldenen Eisenbahnrad.“ |
| Wappen von Panketal | Das Wappen wurde vom Erfurter Heraldiker Frank Diemar gestaltet und am 12. April 2005 durch das Ministerium des Innern genehmigt. |

### Flagge
„Die Flagge ist Grün - Weiß - Grün (1:4:1) gestreift und mittig mit dem Gemeindewappen belegt.“

### Dienstsiegel
Das Dienstsiegel zeigt das Wappen der Gemeinde mit der Umschrift GEMEINDE PANKETAL • LANDKREIS BARNIM.

## Sehenswürdigkeiten
In der Liste der Baudenkmale in Panketal und in der Liste der Bodendenkmale in Panketal stehen die in der Denkmalliste des Landes Brandenburg eingetragenen Kulturdenkmale.

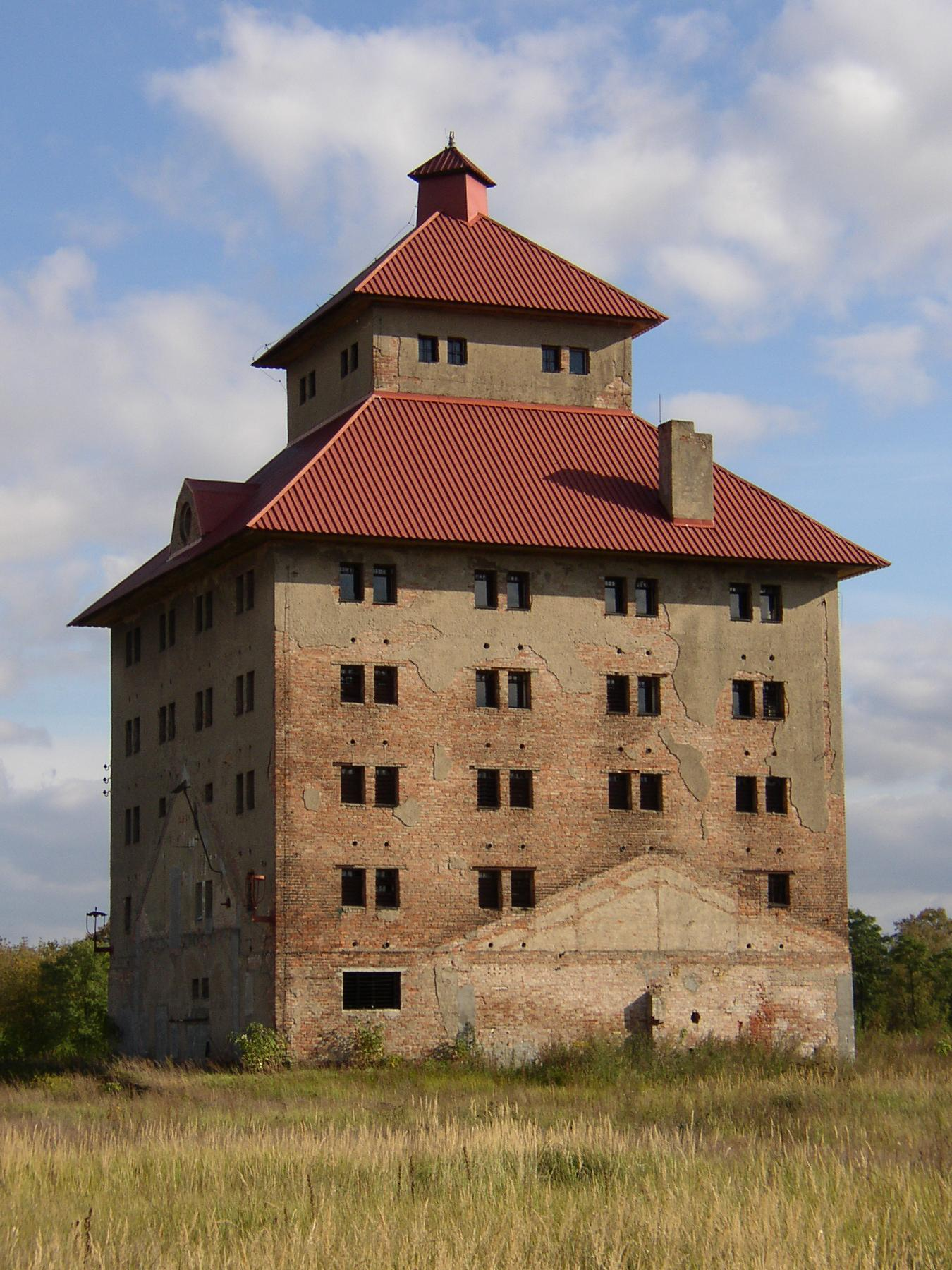
Kornspeicher in Hobrechts- felde
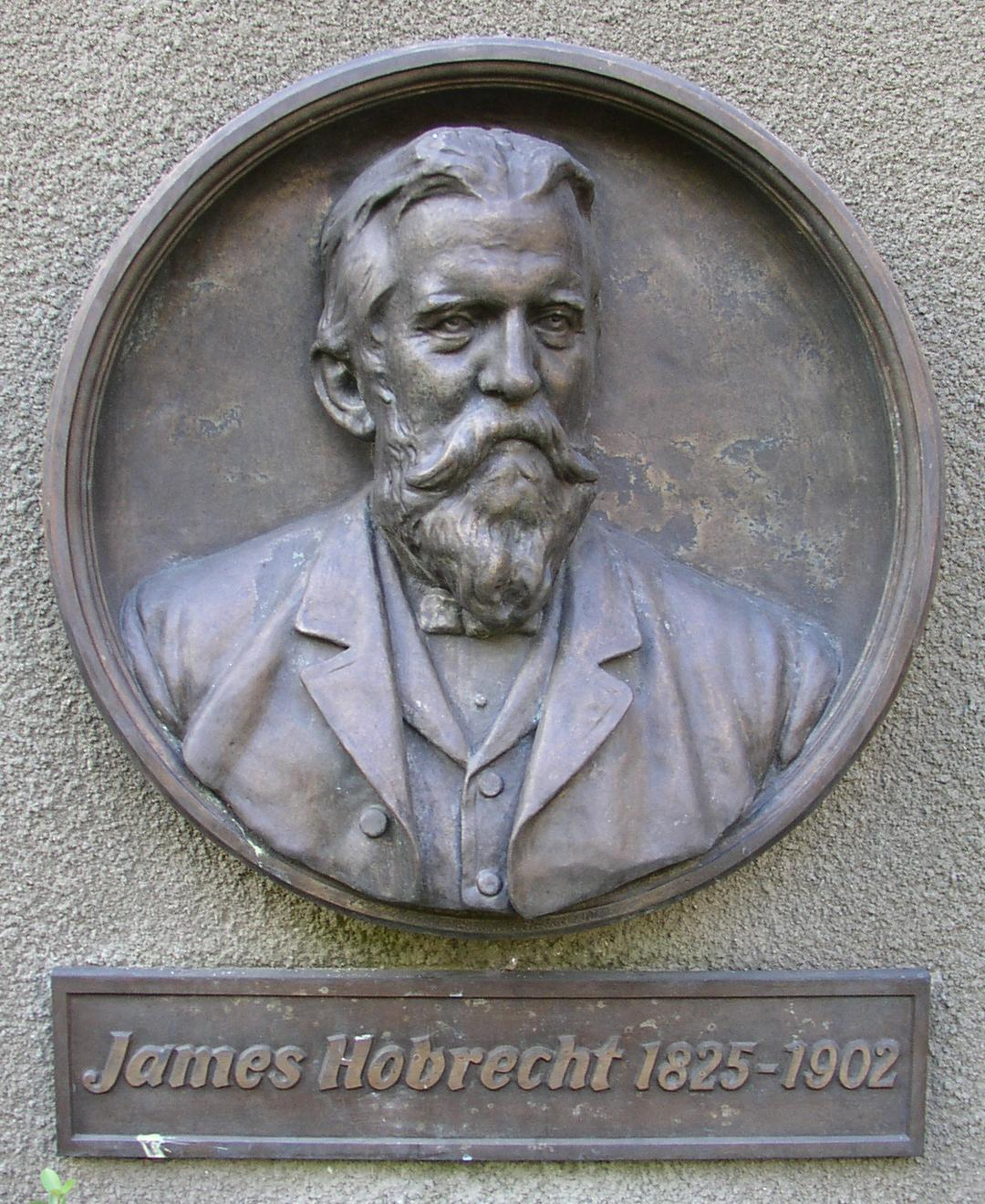
Gedenktafel für James Hobrecht in Hobrechtsfelde

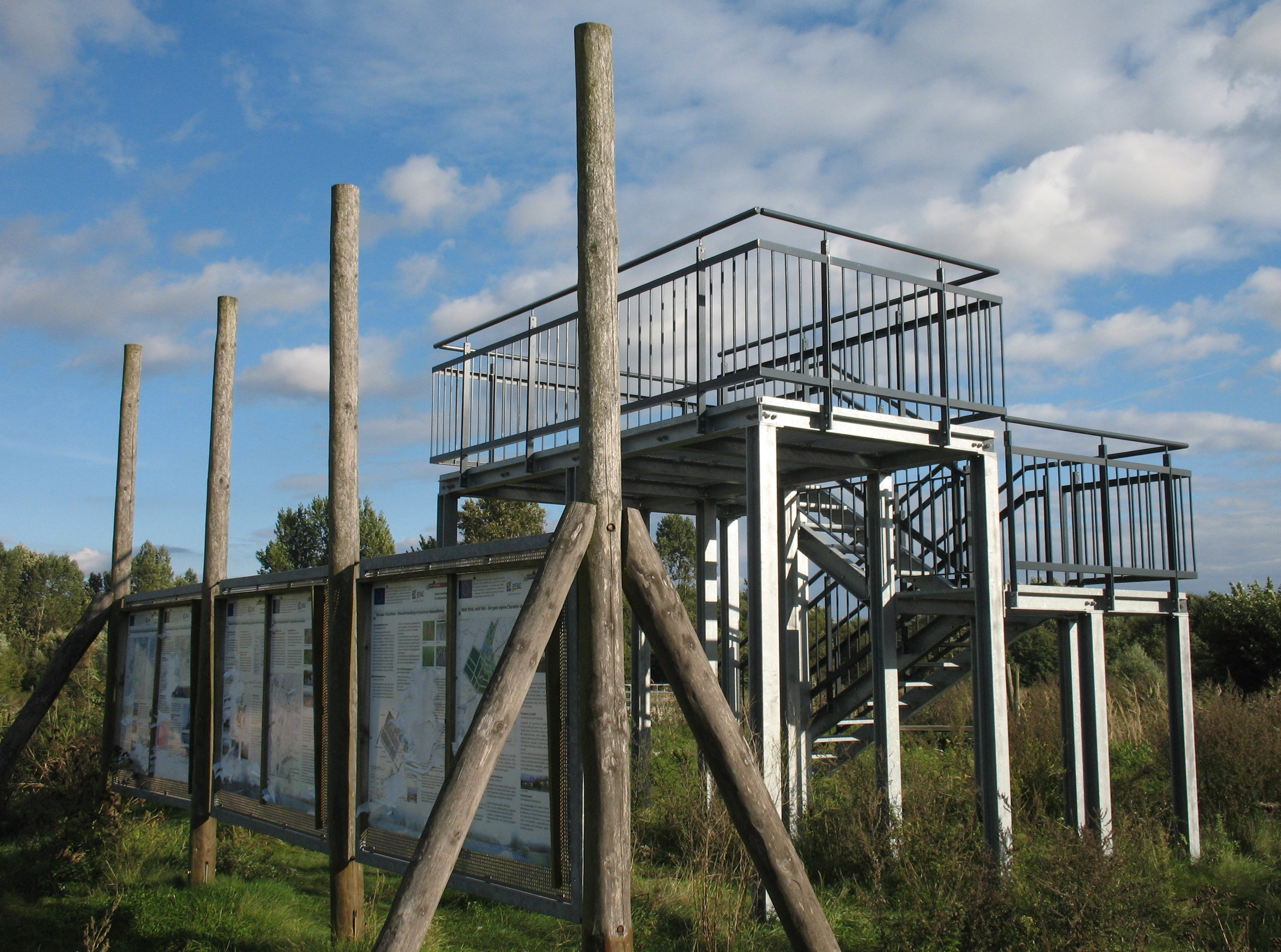
Aussichtspunkt in den Rieselfeldern

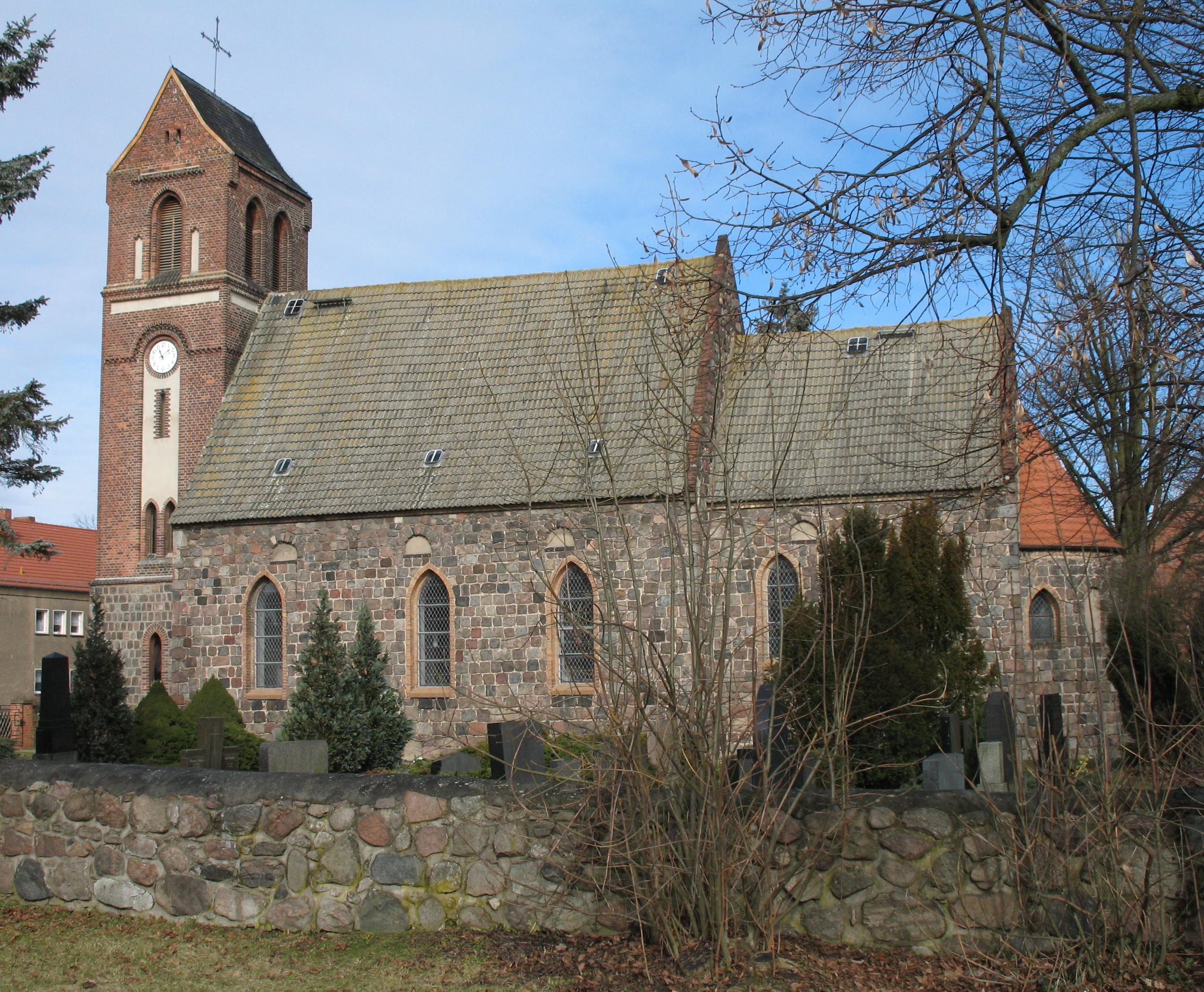
Kirche Schwanebeck
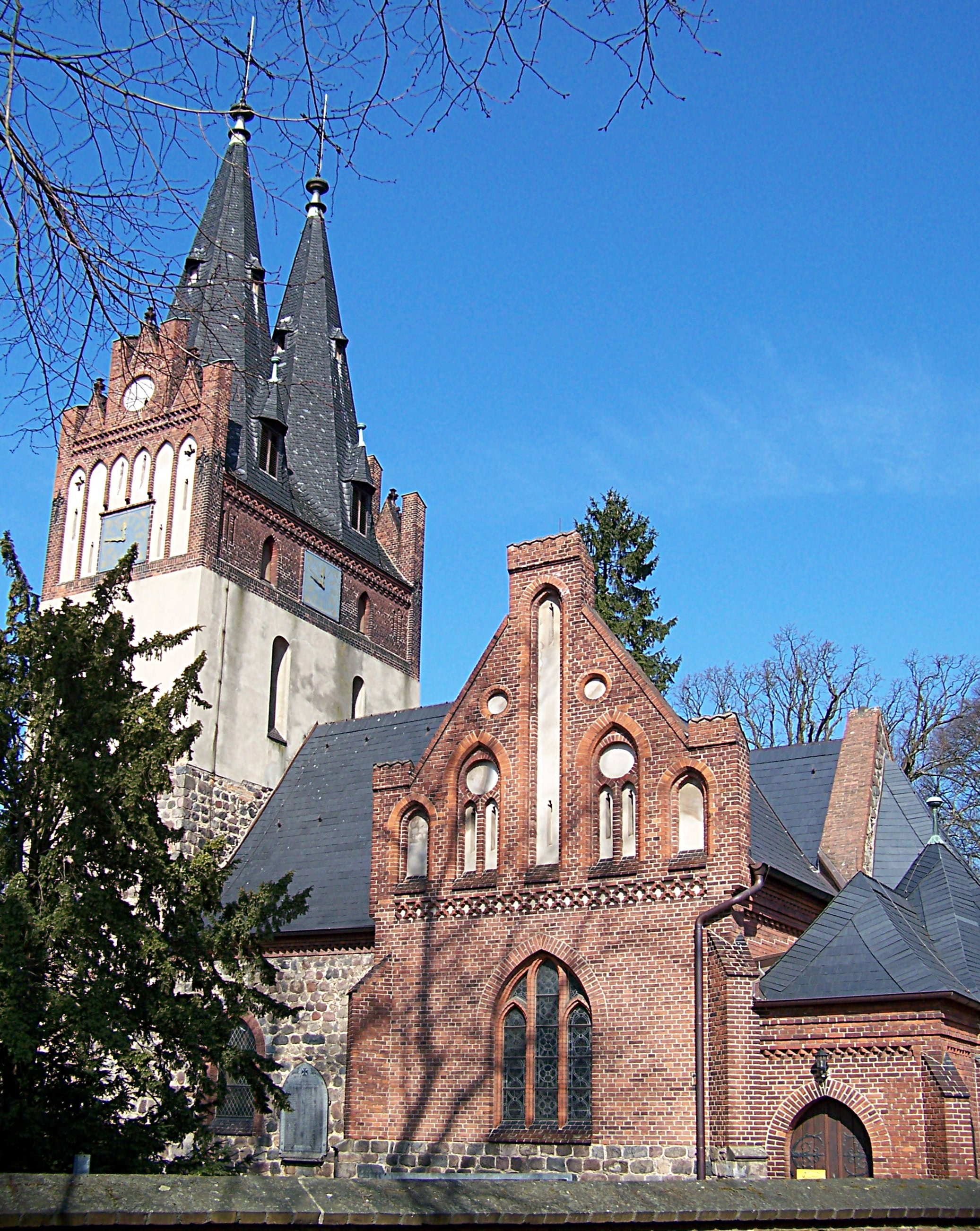
Kirche Zepernick

### Besucherzentrum Gut Hobrechtsfelde
Das Zentrum im denkmalgeschützten Kornspeicher zeigt eine Ausstellung über die Landschaft des Naturparks Barnim, die Geschichte von Hobrechtsfelde sowie der Berliner Abwasserbehandlung.

### Steine ohne Grenzen
Steine ohne Grenzen ist eine Skulpturenanlage in Hobrechtsfelde. Auf etwa 15 Kilometern Wald- und Feldwegen stehen 114 Skulpturen, die von 2001 bis 2012 in fünf Symposien im Bucher Forst geschaffen wurden.

### Naturdenkmale
Siehe Liste der Naturdenkmale in Panketal

### Ehemaliger Hochseilklettergarten

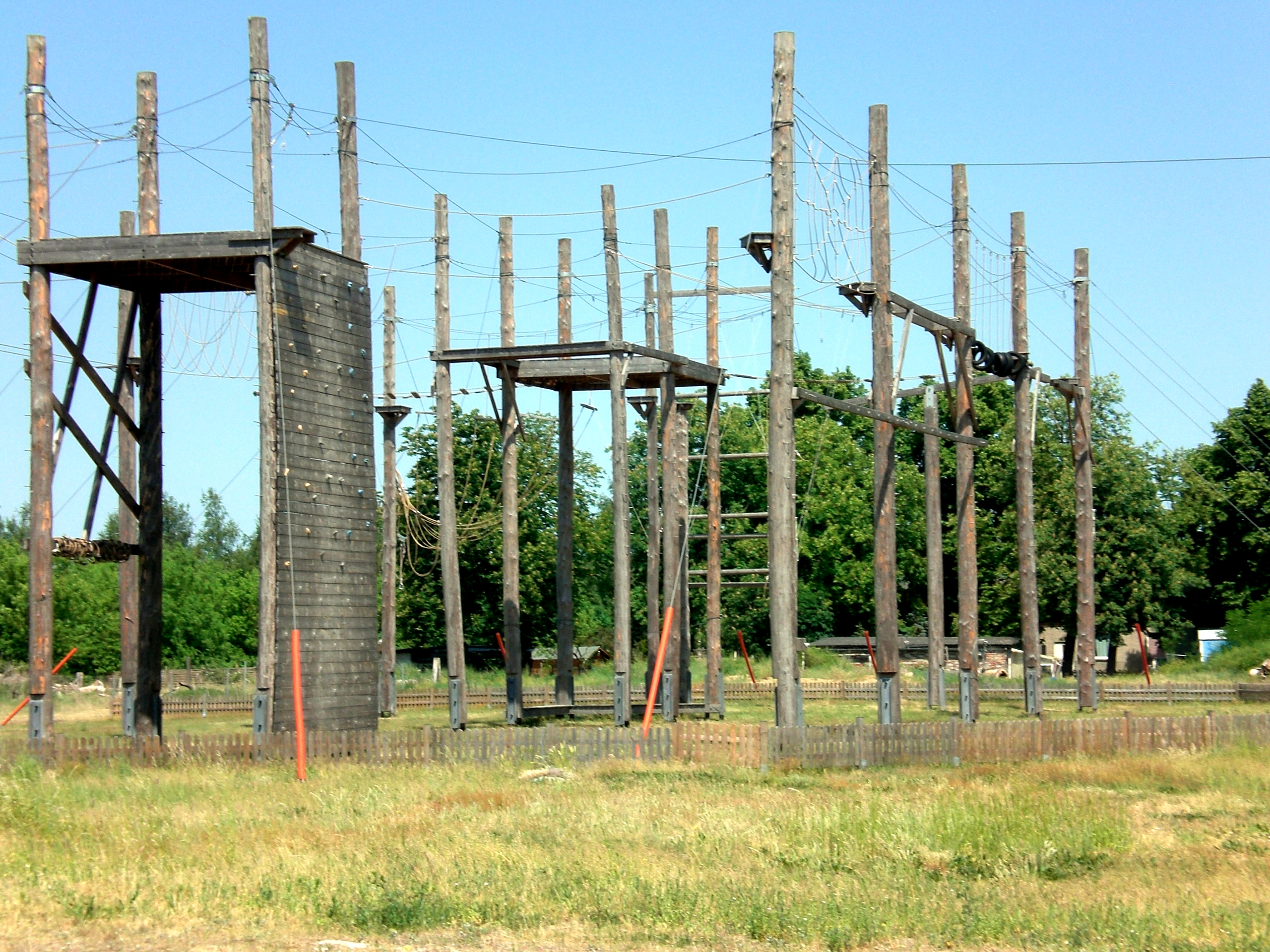
Hochseilklettergarten Hobrechtsfelde

Seit 2006 verfügte der Ortsteil Hobrechtsfelde über den HOBI Hochseilklettergarten, der vom SG Einheit Zepernick e. V. eingerichtet wurde. Aufgrund von Finanzproblemen beim Verein endete der Betrieb durch die SG Einheit Zepernick bereits 2008. Seitdem wurde der Klettergarten von einem externen Betreiber bewirtschaftet. Der Klettergarten wurde mit 150.000 € gefördert. Er bestand aus einem stabilen Grundgerüst aus Baumstämmen, Balken und Seilen, die in einer Höhe zwischen 8 und 10 Metern zwischen zwei Plattformen 23 Übungselemente beinhalteten. Im Frühjahr 2014 wurde der Klettergarten geschlossen. Er wurde als Vectoura-Kletterpark im Juli 2016 an einem neuen Standort in Bernau wiedereröffnet.

## Verkehr
Durch Panketal verlaufen die Landesstraßen L 200 (Dreieck Barnim–Bernau, bis 2003 Bundesstraße 2), L 313 (Berlin-Buch–Birkholz) und L 314 (Berlin-Buch–Bernau).
Die Bundesautobahn 10 (nördlicher Berliner Ring) durchkreuzt das südliche Gemeindegebiet zweimal. Am Dreieck Barnim (bis 2013 Dreieck Schwanebeck) zweigt die A 11 Berlin–Stettin ab. Die nächstgelegenen Autobahnanschlussstellen sind südlich Dreieck Kreuz Barnim (A 10) und östlich Bernau-Süd an der A 11.
Panketal verfügt über zwei Haltepunkte der Berliner S-Bahn (Zepernick und Röntgental) an der Linie S2 zwischen Bernau und Blankenfelde.

## Persönlichkeiten
- Karl Fischer (1900–1972), Schriftsteller, lebte in Zepernick
- Willi Layh (1903–1977), Schriftsteller und Liedtexter, lebte in Zepernick
- Franz Peplinski (1910–1991), brandenburgischer Wirtschafts- und Arbeitsminister, 1945–1947 Bürgermeister von Zepernick
- Rudolph Schulze (1918–1996), Minister für Post- und Fernmeldewesen der DDR, lebte in Zepernick
- Manfred Hinrich (1926–2015), Aphoristiker, lebte in Zepernick
- Helmut Ziebart (1929–2011), Diplomat der DDR, lebte in Zepernick
- Günther Peters (1932–2023), Zoologe, lebte in Panketal
- Ernst Röhl (1937–2015), Satiriker, lebte in Zepernick
- Günter Blendinger (* 1945), Maler und Grafiker, lebt in Panketal
- Wolfgang Fuchs (* 1948), Musiker und Komponist, lebt in Panketal
- Stephan Trepte (1950–2020), Rockmusiker, lebte in Panletal
- Heinz-Josef Friehe (* 1954), Präsident des Bundesamtes für Justiz, lebt in Panketal[18], 2003–2014 Gemeindevertreter
- Dietrich Petzold (* 1954), Geiger und Komponist, lebt in Panketal
- Helmut Zapf (* 1956), Komponist, lebt in Panketal
- Jutta Maria Herrmann (* 1957), Krimiautorin, lebt in Panketal
- Ute Lindner (* 1958), Modedesignerin, lebt in Panketal
- Ralf Zank (* 1960), Posaunist, lebt in Panketal
- Britta Stark (* 1963), Politikerin (SPD), ehemalige Präsidentin des Landtages Brandenburg, lebt in Panketal
- Anke am Berg (* 1966), Malerin und Grafikerin, lebt in Panketal
- Thilo Reffert (* 1970), Hörspiel- und Kinderbuchautor, lebt in Panketal